# Viento del norte
Viento del norte es una película española de drama estrenada en 1954, dirigida por Antonio Momplet y protagonizada en los papeles principales por Enrique Diosdado y Maria Piazzai.
Está basada en la novela homónima de Elena Quiroga publicada en 1950, adaptada por José Tamayo y por la que su protagonista, Enrique Diosdado, ganó la Concha de Plata al mejor actor en el Festival Internacional de Cine de San Sebastián.

## Sinopsis
Álvaro, un rico hacendado serio y adusto, dueño de un señorial pazo gallego, lleva una vida monótona, dedicada al estudio del Camino de Santiago y a la administración de sus bienes. Pero un día se enamora de su criada Marcela, a la que su madre, soltera y con mala fama, dejó abandonada en el pazo. Solo la vieja que se hizo cargo de ella la trató con cariño; todos los demás creen que está maldecida y le atribuyen toda serie de desgracias. Aun así y a pesar de la diferencia de edad entre ambos, Álvaro la toma en matrimonio. Sin embargo, las malas lenguas no dejan de calumniarla, haciendo que el matrimonio sea tan desdichado que también Álvaro comienza a recelar de ella. Un accidente de coche, que a la larga provocará la muerte de Don Álvaro, es motivo de que vuelva la felicidad a su vida, al comprobar el inmenso cariño que Marcela le tiene, demostrado en la abnegada y amorosa conducta de su joven mujer.

## Reparto
- Enrique Diosdado como Don Álvaro
- Maria Piazzai como Marcela
- Isabel de Pomés como Rosalía
- Rafael Arcos como Daniel
- Mario Berriatúa como Jorge
- Francisco Arenzana como Juan
- Rafael Calvo como Don Enrique
- Domingo Rivas como Don Luis, el doctor
- María Francés como Herminia
- Irene Caba Alba
- Manuel Guitián
- Mariano Alcón
- Laly del Amo
- Rafael Borqué

## Premios
I Festival Internacional del Cine de San Sebastián
| Categoría          | Nominados        | Resultado |
| ------------------ | ---------------- | --------- |
| Mejor actor        | Enrique Diosdado | Ganador   |
| Mención honorífica | María Francés    | Ganadora  |